# Стафансторп
Стафансторп (швед. Staffanstorp) град је у Шведској, у јужном делу државе. Град је у оквиру Сканског округа, где је једно од значајнијих средишта. Стафансторп је истовремено и седиште истоимене општине.

## Природни услови
Град Стафансторп се налази у јужном делу Шведске и Скандинавског полуострва. Од главног града државе, Стокхолма, град је удаљен 615 км југозападно. Од првог већег града, Малмеа, град се налази свега 15 км источно.
Стафансторп се развио у најјужнијој покрајини Шведске, Сканији, која је по својим природним одликама више подсећа на средњоевропска подручја, плодна је и густо насељена. Градско подручје је равничарско, а надморска висина се креће око 15 м.

## Историја
Подручје Стафансторпа било је насељено још у време праисторије. Данашње насеље се први пут помиње у 14. веку, али је вековима било село без већег значаја.
Насеље се почело брже развијати тек од средине 20. века када је на датом месту почео плански развој предграђа у циљу растерећења оближњег Малмеа, у то време пренасељеног.

## Становништво
Стафансторп је данас град средње величине за шведске услове. Град има око 15.000 становника (податак из 2010. г.), а градско подручје, тј. истоимена општина има око 22.000 становника (податак из 2012. г.). Последњих деценија број становника у граду брзо расте.
До средине 20. века Стафансторп су насељавали искључиво етнички Швеђани. Међутим, са јачањем усељавања у Шведску, становништво града је постало шароликије, али, опет, мање него у случају већих градова у држави.

## Привреда
Данас је Стафансторп савремени град са посебно развијеном индустријом. Као предграђе град им значајан удео становништва који радним даном путује на посао у оближњи Малме. Последње две деценије посебно се развијају трговина, услуге и туризам.